# Sphingonotus kashmirensis
Sphingonotus kashmirensis är en insektsart som beskrevs av Boris Petrovich Uvarov 1925. Sphingonotus kashmirensis ingår i släktet Sphingonotus och familjen gräshoppor. Inga underarter finns listade i Catalogue of Life.